# Élections législatives de 1924 dans le Finistère
Les élections législatives dans le Finistère ont lieu le dimanche 11 mai 1924. Elles ont pour but d'élire les députés représentant le département à la Chambre des députés pour un mandat de quatre années.

## Députés sortants
| Députés | Députés                    | Parti              | Fonctions lors de l'élection en 1924                                                                              |
| ------- | -------------------------- | ------------------ | --- |
|         | Émile Goude *              | SFIO               | Conseiller général Brest-2. Commis de 3e classe à la construction.                                                |
|         | Hippolyte Masson           | SFIO               | Maire de Brest, Conseiller général de Brest-3. Employé PTT.                                                       |
|         | Georges Le Bail *          | Radical-socialiste | Conseiller général du Plogastel-Saint-Germain, maire de Plozévet. Avocat.                                         |
|         | Émile Guépratte            | Rép.G              | Officier de Marine. Croix de Guerre                                                                               |
|         | Maurice Bouilloux-Lafont * | Rép.G              | Maire de Bénodet. Banquier.                                                                                       |
|         | Charles Daniélou           | Rép.G              | Ancien député, ancien secrétaire de la Chambre. Maire de Locronan. Poète, romancier.                              |
|         | Victor Balanant            | Progressiste-Rép.G | Ancien ouvrier à l'Arsenal de Brest, collaborateur au Petit Breton. Croix de Guerre                               |
|         | Vincent Inizan             | Progressiste-Rép.G | Maire de Kernouës. Créateur du Stud Book du cheval de trait breton. Cultivateur, Journaliste au Paysan de France. |
|         | Paul Simon *               | Progressiste       | Conseiller municipal de Brest. Avocat, Directeur du journal Le Démocrate.                                         |
|         | Jean Jadé                  | Progressiste       | Avocat. Croix de Guerre                                                                                           |
|         | Léonard Corentin-Guyho     | Progressiste       | Ancien député, conseiller général de Pont-Aven. Ancien Avocat général à la Cour d'Appel de Paris.                 |

## Mode de scrutin
La loi du 12 juillet 1919 instaure un système mixte, alliant scrutin proportionnel plurinominal et scrutin majoritaire plurinominal à un tour dans le cadre du département.
Même si dans les faits, le scrutin majoritaire prime sur le proportionnel : les législateurs ont introduit seulement une « dose de proportionnelle ».
L'électeur vote pour un candidat membre d'une liste (il peut panacher entre les listes) : le Finistère ayant 11 députés à élire le votant peut voter pour 11 candidats.
Les trois moyens d'être élu sont :
1. D'une part, les candidats ayant rassemblé une majorité absolue de suffrages exprimés sur leur nom sont élus directement ;
2. Les sièges non pourvus sont répartis à la représentation proportionnelle, au quotient, entre les différentes listes (le score d'une liste étant bien entendu égal à l'addition des voix recueillies individuellement par les candidats qui y figurent) :

« On détermine le quotient électoral en divisant le nombre des votants, déduction faite des bulletins blancs ou nuls, par celui des députés à élire.
On détermine la moyenne de chaque liste en divisant par le nombre de ses candidats le total des suffrages qu'ils ont obtenus.
Il est attribué à chaque liste autant de sièges que sa moyenne contient de fois quotient électoral.
Les sièges restants, s'il y a lieu, seront attribués à la plus forte moyenne.
Les sièges seront, dans chaque liste, attribués aux candidats qui auront réuni le plus de suffrages. »
— Article 10
1. Enfin les sièges restants ont été tous attribués à la liste ayant recueilli le plus de voix.

Le but de ce changement était de mettre fin aux fiefs politiciens et de permettre la formation de majorités politiques plus larges et plus stables, capables de soutenir les différents gouvernements plus longtemps.

## Listes candidates
| N° | Candidats | Candidats                  | Parti              | Principales fonctions                                                                         |
| -- | --------- | -------------------------- | ------------------ | --------------------------------------------------------------------------------------------- |
| 01 |           | Georges Le Bail *          | Radical-socialiste | Conseiller général du Plogastel-Saint-Germain, maire de Plozévet. Avocat.                     |
| 02 |           | Maurice Bouilloux-Lafont * | Rép.G              | Ancien secrétaire de la Chambre, conseiller général de Fouesnant, maire de Bénodet. Banquier. |
| 03 |           | Charles Daniélou *         | Rép.G              | Ancien secrétaire de la Chambre. Maire de Locronan. Poète, romancier.                         |
| 04 |           | Jules Le Louédec           | Radical-socialiste | Ancien député, conseiller général et maire de Quimperlé. Avocat.                              |
| 05 |           | Yves Guillemot             | Rép.G              | Conseiller général et maire de Lanmeur. Médecin.                                              |
| 06 |           | Victor Le Gorgeu           | Rép.G              | Conseiller général de Brest-1. Médecin.                                                       |
| 07 |           | Amédée Belhommet           | Rép.G              | Adjoint au maire de Landerneau. Industriel, Ingénieur des arts et manufactures.               |
| 08 |           | Paul Cloarec               | Rép.G              | Maire de Ploujean. Capitaine de frégate en retraite.                                          |
| 09 |           | Henri Croissant            | Radical-socialiste | Maire de Scaër. Agriculteur. Croix de Guerre                                                  |
| 10 |           | Yves Le Febvre             | Radical-socialiste | Président de Tribunal civil, Instituteur, Directeur de La Pensée bretonne.                    |
| 11 |           | Yves Le Morvan             | Radical-socialiste | Maire de Santec, conseiller d'arrondissement. Négociant.                                      |

| N° | Candidats | Candidats         | Parti        | Principales fonctions                                                                                             |
| -- | --------- | ----------------- | ------------ | --- |
| 01 |           | Paul Simon *      | Rép dém      | Ancien secrétaire de la Chambre. Avocat, Directeur du journal Le Démocrate.                                       |
| 02 |           | Vincent Inizan *  | URD          | Maire de Kernouës. Créateur du Stud Book du cheval de trait breton. Cultivateur, Journaliste au Paysan de France. |
| 03 |           | Victor Balanant * | Rép dém      | Ancien ouvrier à l'Arsenal de Brest, collaborateur au Petit Breton. Croix de Guerre                               |
| 04 |           | Jean Jadé *       | Rép dém      | Conseiller général de Pont-Croix. Secrétaire de la Chambre. Avocat. Croix de Guerre                               |
| 05 |           | Auguste Arthur    | URD          | Président de la Chambre de commerce de Morlaix. Négociant                                                         |
| 06 |           | Pierre Trémintin  | Rép dém      | Conseiller général et maire de Plouescat. Avocat.                                                                 |
| 07 |           | Louis Rivière     | URD          | Membre de la Chambre de commerce de Quimper. Industriel à Quimperlé.                                              |
| 08 |           | Jacques Quéinnec  | Conservateur | Conseiller d'Arrondissement de Pont-l'Abbé. Notaire, Docteur en Droit. Croix de Guerre                            |
| 09 |           | Louis Coïc        | URD          | Président de l'UNC de Carhaix. Commerçant à Carhaix. Croix de Guerre                                              |
| 10 |           | Jean-Louis Henry  | URD          | Maire de Lennon. Agriculteur, président du syndicat Apicole de Bretagne.                                          |
| 11 |           | Mathurin Thomas   | Conservateur | Maire de Plougastel-Daoulas. Agriculteur                                                                          |

| N° | Candidats | Candidats                    | Parti | Principales fonctions                                                                                  |
| -- | --------- | ---------------------------- | ----- | --- |
| 01 |           | Émile Goude *                | SFIO  | Conseiller général Brest-2. Commis de 3e classe à la construction.                                     |
| 02 |           | Hippolyte Masson *           | SFIO  | Conseiller général de Brest-3. Employé PTT.                                                            |
| 03 |           | Fernand Le Goïc              | SFIO  | Ancien maire de Douarnenez. Professeur des Écoles de commerce et d'industrie.                          |
| 04 |           | Guillaume Châtel             | SFIO  | Maire de Morlaix. Commerçant das l'horlogerie-bijouterie.                                              |
| 05 |           | Guillaume Messager           | SFIO  | Premier Adjoint au maire de Brest. Professeur au Lycée de Brest.                                       |
| 06 |           | Louis Nardon                 | SFIO  | Maire de Brest. Fondé de pouvoir de la perception de Brest.                                            |
| 07 |           | Michel Le Bars               | SFIO  | Conseiller d'arrondissement de Pont-Croix, maire d'Audierne. Marin-pêcheur.                            |
| 08 |           | Auguste Quiniou              | SFIO  | Adjoint au maire de Brest. Officier d’administration de la marine, Rédacteur en chef du Cri du Peuple. |
| 09 |           | Guillaume Quérou             | SFIO  | Agriculteur à Plourin-les-Morlaix.                                                                     |
| 10 |           | François Le Maigre           | SFIO  | Secrétaire de la section SFIO de Rosporden. Retraité à Kernével.                                       |
| 11 |           | Pierre Postollec (1857-1926) | SFIO  | Conseiller municipal de Carhaix. Agriculteur retraité, Commerçant.                                     |

| N° | Candidats | Candidats          | Parti | Principales fonctions                                                             |
| -- | --------- | ------------------ | ----- | --------------------------------------------------------------------------------- |
| 01 |           | Jean Autret        | SFIC  | Ouvrier poudrier à la Poudrerie du Moulin Blanc.                                  |
| 02 |           | Pierre Camblan     | SFIC  | Ouvrier tourneur en fer à l’Arsenal de Brest.                                     |
| 03 |           | Jacques Caugant    | SFIC  | Conseiller municipal de Saint-Marc. Ouvrier électricien des poudres.              |
| 04 |           | Guillaume Cossec   | SFIC  | Conseiller municipal de Douarnenez. Marin-pêcheur.                                |
| 05 |           | Félix Dubessy      | SFIC  | Secrétaire de la section communiste de Concarneau. Menuisier à Beuzec-Conq.       |
| 06 |           | Claude Guivarch    | SFIC  | Conseiller municipal de Lambézellec. Retraité de l’Arsenal de Brest.              |
| 07 |           | Albert Hernot      | SFIC  | Cheminot, Ouvrier charpentier à Landerneau.                                       |
| 08 |           | François Le Brusq  | SFIC  | Secrétaire de la Fédération communiste du Finistère. Employé de commerce à Brest. |
| 09 |           | Daniel Le Flanchec | SFIC  | Secrétaire fédéral de la SFIC finistérienne. Commerçant à Lambézellec.            |
| 10 |           | Jérôme Quéméré     | SFIC  | Secrétaire fédéral adjoint. Agriculteur à Elliant, Libraire à Quimper.            |
| 11 |           | Sébastien Velly    | SFIC  | Maire de Douarnenez. Tapissier.                                                   |

| N° | Candidats | Candidats                  | Parti     | Principales fonctions                                                                               |
| -- | --------- | -------------------------- | --------- | --------------------------------------------------------------------------------------------------- |
| 01 |           | Gabriel Miossec            | URD       | Ancien député. Industriel à Audierne.                                                               |
| 02 |           | Paul Morucci               | Rép.G-URD | Professeur à Brest.                                                                                 |
| 03 |           | Henri Février              | Rép.G-URD | Conseiller général de Châteaulin. Négociant en vin et spiritueux.                                   |
| 04 |           | François-Louis Guillou     | Rép.G     | Conseiller général de Taulé, maire de Guiclan. Négociant en vins, agriculteur.                      |
| 05 |           | Jean de Saisy de Kerampuil | URD       | Industriel à Riec-sur-Bélon.                                                                        |
| 06 |           | Léopold Maissin            | Rép.G     | Conseiller d'arrondissement de Landerneau, maire du Relecq-Kerhuon. Négociant en vins, agriculteur. |
| 07 |           | Amédée Lalla               | Rép.G     | Capitaine de frégate de réserve, de Plouédern.                                                      |
| 08 |           | Joseph Pellé               | Rép.G     | Ancien dessinateur à l'Arsenal de Brest, Directeur de la Bretagne commerciale.                      |
| 09 |           | Georges Podeur             | Soc.ind   | Commerçant à Brest.                                                                                 |
| 10 |           | Joseph Le Grand            | Rad.ind   | Boulanger à Quimper.                                                                                |
| 11 |           | Joseph Février             | URD       | Meunier à Châteaulin.                                                                               |

## Résultats
| Liste          | Liste                        | Moyenne        | %       | Sièges | Candidat                     | Candidat               | Tendance | Voix   | %     |
| -------------- | ---------------------------- | -------------- | ------- | ------ | ---------------------------- | ---------------------- | -------- | ------ | ----- |
|                | Union Républicaine           | 65 864         | 42,78   | 6      |                              | Vincent Inizan *       | URD      | 67 063 | 43,56 |
|                | Union Républicaine           | 65 864         | 42,78   | 6      | Jean Jadé *                  | Rép.dém                | 66 564   | 43,23  |       |
|                | Union Républicaine           | 65 864         | 42,78   | 6      | Victor Balanant *            | Rép.dém                | 66 397   | 43,13  |       |
|                | Union Républicaine           | 65 864         | 42,78   | 6      | Paul Simon *                 | Rép.dém                | 66 241   | 43,03  |       |
|                | Union Républicaine           | 65 864         | 42,78   | 6      | Jean-Louis Henry             | URD                    | 65 607   | 42,61  |       |
|                | Union Républicaine           | 65 864         | 42,78   | 6      | Pierre Trémintin             | Rép.dém                | 65 587   | 42,60  |       |
|                | Union Républicaine           | 65 864         | 42,78   | 6      | Auguste Arthur               | URD                    | 65 561   | 42,58  |       |
|                | Union Républicaine           | 65 864         | 42,78   | 6      | Louis Coïc                   | URD                    | 65 498   | 42,54  |       |
|                | Union Républicaine           | 65 864         | 42,78   | 6      | Louis Rivière                | URD                    | 65 421   | 42,49  |       |
|                | Union Républicaine           | 65 864         | 42,78   | 6      | Mathurin Thomas              | Conserv                | 65 287   | 42,41  |       |
|                | Union Républicaine           | 65 864         | 42,78   | 6      | Jacques Quéinnec             | Conserv                | 65 284   | 42,40  |       |
|                |                              |                |         |        |                              |                        |          |        |       |
|                | Concentration Républicaine   | 44 670         | 29,01   | 3      |                              | Georges Le Bail *      | Rad-soc  | 47 511 | 30,86 |
|                | Concentration Républicaine   | 44 670         | 29,01   | 3      | Maurice Bouilloux-Lafont *   | Rép.G                  | 45 993   | 29,87  |       |
|                | Concentration Républicaine   | 44 670         | 29,01   | 3      | Charles Daniélou *           | Rép.G                  | 45 926   | 29,83  |       |
|                | Concentration Républicaine   | 44 670         | 29,01   | 3      | Jules Le Louédec             | Rad-soc                | 44 995   | 29,23  |       |
|                | Concentration Républicaine   | 44 670         | 29,01   | 3      | Victor Le Gorgeu             | Rép.G-Rad.ind          | 44 436   | 28,86  |       |
|                | Concentration Républicaine   | 44 670         | 29,01   | 3      | Henri Croissant              | Rad-soc                | 44 262   | 28,75  |       |
|                | Concentration Républicaine   | 44 670         | 29,01   | 3      | Yves Guillemot               | Rép.G                  | 44 155   | 28,68  |       |
|                | Concentration Républicaine   | 44 670         | 29,01   | 3      | Yves Le Febvre               | Rad-soc                | 44 065   | 28,62  |       |
|                | Concentration Républicaine   | 44 670         | 29,01   | 3      | Paul Cloarec                 | Rép.G-Rad.ind          | 43 738   | 28,41  |       |
|                | Concentration Républicaine   | 44 670         | 29,01   | 3      | Amédée Belhommet             | Rép.G                  | 43 349   | 28,16  |       |
|                | Concentration Républicaine   | 44 670         | 29,01   | 3      | Yves Le Morvan               | Rad-soc                | 42 940   | 27,89  |       |
|                |                              |                |         |        |                              |                        |          |        |       |
|                | Liste Socialiste unifiée     | 31 217         | 20,28   | 2      |                              | Hippolyte Masson *     | SFIO     | 34 233 | 22,24 |
|                | Liste Socialiste unifiée     | 31 217         | 20,28   | 2      | Émile Goude *                | SFIO                   | 34 105   | 22,15  |       |
|                | Liste Socialiste unifiée     | 31 217         | 20,28   | 2      | Fernand Le Goïc              | SFIO                   | 31 417   | 20,41  |       |
|                | Liste Socialiste unifiée     | 31 217         | 20,28   | 2      | Guillaume Messager           | SFIO                   | 31 345   | 20,36  |       |
|                | Liste Socialiste unifiée     | 31 217         | 20,28   | 2      | Guillaume Châtel             | SFIO                   | 31 161   | 20,24  |       |
|                | Liste Socialiste unifiée     | 31 217         | 20,28   | 2      | Louis Nardon                 | SFIO                   | 30 783   | 19,99  |       |
|                | Liste Socialiste unifiée     | 31 217         | 20,28   | 2      | Auguste Quiniou              | SFIO                   | 30 709   | 19,95  |       |
|                | Liste Socialiste unifiée     | 31 217         | 20,28   | 2      | Michel Le Bars               | SFIO                   | 30 369   | 19,73  |       |
|                | Liste Socialiste unifiée     | 31 217         | 20,28   | 2      | Guillaume Quérou             | SFIO                   | 30 327   | 19,70  |       |
|                | Liste Socialiste unifiée     | 31 217         | 20,28   | 2      | Pierre Postollec (1857-1926) | SFIO                   | 29 703   | 19,30  |       |
|                | Liste Socialiste unifiée     | 31 217         | 20,28   | 2      | François Le Maigre           | SFIO                   | 29 237   | 18,99  |       |
|                |                              |                |         |        |                              |                        |          |        |       |
|                | Liste d'Action économique    | 5 014          | 3,26    | 0      |                              | François-Louis Guillou | Rép.G    | 5 725  | 3,72  |
|                | Liste d'Action économique    | 5 014          | 3,26    | 0      | Léopold Maissin              | Rép.G                  | 5 478    | 3,56   |       |
|                | Liste d'Action économique    | 5 014          | 3,26    | 0      | Henri Février                | Rép.G-URD              | 5 201    | 3,38   |       |
|                | Liste d'Action économique    | 5 014          | 3,26    | 0      | Paul Morucci                 | Rép.G-URD              | 5 154    | 3,35   |       |
|                | Liste d'Action économique    | 5 014          | 3,26    | 0      | Gabriel Miossec              | URD                    | 5 133    | 3,33   |       |
|                | Liste d'Action économique    | 5 014          | 3,26    | 0      | Jean Pellé                   | Rép.G                  | 5 003    | 3,25   |       |
|                | Liste d'Action économique    | 5 014          | 3,26    | 0      | Jean de Saisy de Kerampuil   | URD                    | 4 809    | 3,12   |       |
|                | Liste d'Action économique    | 5 014          | 3,26    | 0      | Georges Podeur               | Soc.ind                | 4 716    | 3,06   |       |
|                | Liste d'Action économique    | 5 014          | 3,26    | 0      | Joseph Le Grand              | Rad.ind                | 4 675    | 3,04   |       |
|                | Liste d'Action économique    | 5 014          | 3,26    | 0      | Joseph Février               | URD                    | 4 637    | 3,01   |       |
|                | Liste d'Action économique    | 5 014          | 3,26    | 0      | Amédée Lalla                 | Rép.G                  | 4 624    | 3,00   |       |
|                |                              |                |         |        |                              |                        |          |        |       |
|                | Liste Bloc Ouvrier et Paysan | 4 480          | 2,91    | 0      |                              | Daniel Le Flanchec     | BOP-SFIC | 4 693  | 3,05  |
|                | Liste Bloc Ouvrier et Paysan | 4 480          | 2,91    | 0      | Sébastien Velly              | BOP-SFIC               | 4 539    | 2,95   |       |
|                | Liste Bloc Ouvrier et Paysan | 4 480          | 2,91    | 0      | Jérôme Quéméré               | BOP-SFIC               | 4 525    | 2,94   |       |
|                | Liste Bloc Ouvrier et Paysan | 4 480          | 2,91    | 0      | Guillaume Cossec             | BOP-SFIC               | 4 514    | 2,93   |       |
|                | Liste Bloc Ouvrier et Paysan | 4 480          | 2,91    | 0      | Jean Autret                  | BOP-SFIC               | 4 509    | 2,93   |       |
|                | Liste Bloc Ouvrier et Paysan | 4 480          | 2,91    | 0      | Jacques Caugant              | BOP-SFIC               | 4 463    | 2,90   |       |
|                | Liste Bloc Ouvrier et Paysan | 4 480          | 2,91    | 0      | François Le Brusq            | BOP-SFIC               | 4 441    | 2,89   |       |
|                | Liste Bloc Ouvrier et Paysan | 4 480          | 2,91    | 0      | Félix Dubessy                | BOP-SFIC               | 4 439    | 2,88   |       |
|                | Liste Bloc Ouvrier et Paysan | 4 480          | 2,91    | 0      | Albert Hernot                | BOP-SFIC               | 4 413    | 2,87   |       |
|                | Liste Bloc Ouvrier et Paysan | 4 480          | 2,91    | 0      | Claude Guivarch              | BOP-SFIC               | 4 413    | 2,87   |       |
|                | Liste Bloc Ouvrier et Paysan | 4 480          | 2,91    | 0      | Jacques Caugant              | BOP-SFIC               | 4 406    | 2,86   |       |
|                |                              |                |         |        |                              |                        |          |        |       |
| Inscrits       | Inscrits                     | Inscrits       | 210 271 | 100,00 |                              |                        |          |        |       |
| Abstentions    | Abstentions                  | Abstentions    | 54 698  | 26,01  |                              |                        |          |        |       |
| Votants        | Votants                      | Votants        | 155 573 | 73,99  |                              |                        |          |        |       |
| Blancs et nuls | Blancs et nuls               | Blancs et nuls | 1 612   | 1,04   |                              |                        |          |        |       |
| Exprimés       | Exprimés                     | Exprimés       | 153 961 | 98,96  |                              |                        |          |        |       |

## Députés élus
| Députés | Députés                    | Parti              | Fonctions lors de l'élection en 1924                                                                              |
| ------- | -------------------------- | ------------------ | --- |
|         | Émile Goude *              | SFIO               | Conseiller général Brest-2. Commis de 3e classe à la construction.                                                |
|         | Hippolyte Masson *         | SFIO               | Conseiller général de Brest-3. Employé PTT.                                                                       |
|         | Georges Le Bail *          | Radical-socialiste | Conseiller général du Plogastel-Saint-Germain, maire de Plozévet. Avocat.                                         |
|         | Maurice Bouilloux-Lafont * | Rép.G-Rad.ind      | Ancien secrétaire de la Chambre, conseiller général de Fouesnant, maire de Bénodet. Banquier.                     |
|         | Charles Daniélou *         | Rép.G-Rad.ind      | Ancien secrétaire de la Chambre. Maire de Locronan. Poète, romancier.                                             |
|         | Vincent Inizan *           | URD                | Maire de Kernouës. Créateur du Stud Book du cheval de trait breton. Cultivateur, Journaliste au Paysan de France. |
|         | Jean Jadé *                | Rép dém            | Conseiller général de Pont-Croix. Secrétaire de la Chambre. Avocat. Croix de Guerre                               |
|         | Victor Balanant *          | Rép dém            | Ancien ouvrier à l'Arsenal de Brest, collaborateur au Petit Breton. Croix de Guerre                               |
|         | Paul Simon *               | Rép dém            | Ancien secrétaire de la Chambre. Avocat, Directeur du journal Le Démocrate.                                       |
|         | Jean-Louis Henry           | URD                | Maire de Lennon. Agriculteur, président du syndicat Apicole de Bretagne.                                          |
|         | Pierre Trémintin           | Rép dém            | Conseiller général et maire de Plouescat. Avocat.                                                                 |